# Discographie de Taeyang
Le chanteur sud-coréen Taeyang a commencé sa carrière en étant le chanteur principal du groupe sud-coréen de hip-hop Bigbang. Sa discographie, en tant qu'en qu'artiste solo, a débuté en 2008 et comprend 2 albums studio et un EP, 2 albums live et plusieurs singles.

## Albums

### Albums studio
| Titre                                                                                 | Détails sur l'album                                                                                                 | Meilleure position | Meilleure position | Meilleure position | Meilleure position | Meilleure position | Meilleure position | Ventes                                     |        |        |        |
| Titre                                                                                 | Détails sur l'album                                                                                                 | COR                | JPN                | US                 | US Heat            | US Indie           | US World           | Ventes                                     |        |        |        |
| Coréen                                                                                | Coréen | Coréen             | Coréen             | Coréen             | Coréen             | Coréen             | Coréen             | Coréen                                     | Coréen | Coréen | Coréen |
| ------------------------------------------------------------------------------------- | --- | ------------------ | ------------------ | ------------------ | ------------------ | ------------------ | ------------------ | ------------------------------------------ | ------ | ------ | ------ |
| Solar                                                                                 | - Date de sortie : 1er juillet 2010 - Label : YG Entertainment - Format : CD, téléchargement                        | 1                  | —                  | —                  | —                  | —                  | 14                 | - COR: 105,000                             |        |        |        |
| Rise                                                                                  | - Date de sortie : 3 juin 2014 - Label : YG Entertainment - Format : CD, téléchargement - Langue : coréen, japonais | 1                  | 2                  | 112                | 1                  | 20                 | 1                  | - COR : 64,470 - JPN : 67,587 - US : 3,000 |        |        |        |
| "—" signifie que le morceau ne s'est pas classé ou n'est pas sorti dans cette région. | |                    |                    |                    |                    |                    |                    |                                            |        |        |        |

### Extended plays
| Titre | Détails sur l'album                                                                     | Meilleure position | Ventes |
| Titre | Détails sur l'album                                                                     | MIAK KOR           | Ventes |
| ----- | --------------------------------------------------------------------------------------- | ------------------ | ------ |
| Hot   | - Date de sortie : 22 mai 2008 - Label : YG Entertainment - Format : CD, téléchargement | 1                  | 58,209 |

### Albums live
| Titre                                | Détails sur l'album                                                                                   | Ventes                        |
| ------------------------------------ | --- | ----------------------------- |
| SOL 1ST 2ND LIVE CONCERT HOT &S OLAR | - Date de sortie : 26 janvier 2011 - Label : YG Entertainment - Format : DVD, téléchargement          | - 12,000                      |
| SOL Japan Tour "RISE"                | - Date de sortie : 28 janvier 2015 - Label : YG Entertainment - Format : DVD, Blu-ray, téléchargement | - JPN : 15,306 - COR : 10,000 |

### Albums single
| Good Boy (avec G-Dragon)                                                              | - Date de sortie : 21 novembre 2014 - Label : YG Entertainment - Format : CD, téléchargement | 1 | - COR : 25,000 |
| "—" signifie que le morceau ne s'est pas classé ou n'est pas sorti dans cette région. |                                                                                              |   |                |

## Chansons classées

### Singles
| Année                                                           | Titre                              | Meilleures positions | Meilleures positions | Meilleures positions | Meilleures positions | Meilleures positions | Meilleures positions | Album         |
| Année                                                           | Titre                              | COR                  | JAP                  | CAN                  | USA                  | USA World            | MON                  | Album         |
| Coréens                                                         | Coréens                            | Coréens              | Coréens              | Coréens              | Coréens              | Coréens              | Coréens              | Coréens       |
| --------------------------------------------------------------- | ---------------------------------- | -------------------- | -------------------- | -------------------- | -------------------- | -------------------- | -------------------- | ------------- |
| 2008                                                            | Only Look at Me (나만 바라봐)      | *                    | –                    | –                    | –                    | –                    | *                    | Hot           |
| 2009                                                            | Where U At                         | *                    | –                    | –                    | –                    | –                    | *                    | Solar         |
| 2009                                                            | Wedding Dress (웨딩드레스)         | *                    | –                    | –                    | –                    | 3                    | *                    | Solar         |
| 2010                                                            | I Need A Girl (feat. G-Dragon)     | 4                    | –                    | –                    | –                    | 17                   | *                    | Solar         |
| 2013                                                            | Ringa Linga (링가 링가)            | 6                    | –                    | –                    | –                    | 2                    | *                    | Rise          |
| 2014                                                            | Eyes, Nose, Lips (눈, 코, 입)      | 1                    | –                    | –                    | –                    | 3                    | *                    | Rise          |
| 2014                                                            | 1AM (새벽한시)                     | 11                   | –                    | –                    | –                    | 10                   | *                    | Rise          |
| 2014                                                            | Good Boy (avec G-Dragon)           | 5                    | 45                   | –                    | –                    | 1                    | *                    | Hors album    |
| 2017                                                            | Wake Me Up                         | 20                   | –                    | –                    | –                    | 5                    | *                    | White Night   |
| 2017                                                            | Darling                            | 9                    | –                    | –                    | –                    | –                    | *                    | White Night   |
| 2018                                                            | Louder                             | –                    | –                    | –                    | –                    | –                    | *                    | Hors album    |
| 2023                                                            | Vibe (feat. Jimin of BTS)          | 5                    | 32                   | 59                   | 76                   | 1                    | 12                   | Down to Earth |
| 2023                                                            | Seed (나의 마음에)                 | 75                   | –                    | –                    | –                    | –                    | –                    | Down to Earth |
| Japonais                                                        |                                    |                      |                      |                      |                      |                      |                      |               |
| 2010                                                            | Fall In Love (feat. Aoyama Thelma) | –                    | –                    | –                    | –                    | –                    | –                    |               |
| "—" indique que le titre ne s'est pas classé dans cette région. |                                    |                      |                      |                      |                      |                      |                      |               |

### Singles collaboratifs et en featuring
| Année | Titre                                                      | Meilleure position | Meilleure position | Ventes          | Album                                |
| Année | Titre                                                      | COR                | JPN                | Ventes          | Album                                |
| ----- | ---------------------------------------------------------- | ------------------ | ------------------ | --------------- | ------------------------------------ |
| 2002  | "Unfold at a Higher Place" (GDYB)                          | —                  | —                  |                 | YG Family 2nd Album (Why Be Normal?) |
| 2002  | "Everybody Get Down" (SWI.T ft. Taeyang)                   | —                  | —                  |                 |                                      |
| 2003  | "Player" (Wheesung ft. Taeyang)                            | —                  | —                  |                 | It's Real                            |
| 2006  | "Run" (Se7en ft. Taeyang)                                  | —                  | —                  |                 | 24/7                                 |
| 2006  | "Give Me Permission" (Se7en ft. Taeyang)                   | —                  | —                  |                 | Se7olution                           |
| 2007  | "Get Up" (Lexy ft. Taeyang)                                | —                  | —                  |                 | Rush                                 |
| 2007  | "Rush" (Lexy ft. Taeyang)                                  | —                  | —                  |                 | Rush                                 |
| 2007  | "Super Fly" (Lexy ft. Taeyang, G-Dragon et T.O.P.)         | —                  | —                  |                 | Rush                                 |
| 2007  | "Should Have Loved You Less" (Kim Johan ft. Taeyang)       | —                  | —                  |                 | Soul Family with Jo Han              |
| 2008  | "Real Talk" (YMGA ft. Taeyang)                             | —                  | —                  |                 | Made in ROK                          |
| 2009  | "Friend" (T.O.P et Taeyang)                                | 2                  | —                  |                 | Friend, Our Legend OST               |
| 2009  | "Korean Dream" (G-Dragon ft. Taeyang)                      | 3                  | —                  |                 | Heartbreaker                         |
| 2009  | "Hallelujah" (T.O.P., G-Dragon et Taeyang)                 | 1                  | —                  |                 | IRIS OST                             |
| 2010  | "Fall in Love" (Thelma Aoyama ft. Taeyang)                 | —                  | 4                  | JPA: 44,000     | Love! 2 – Thelma Best Collection     |
| 2011  | "By Instinct Remix" (Swings ft. Taeyang et Yoon Jong Shin) | —                  | —                  |                 |                                      |
| 2011  | "Tomorrow" (Tablo ft. Taeyang)                             | 2                  | —                  | COR: 1,477,349+ | Fever's End Part 2                   |
| 2013  | "Let's Talk About Love" (Seungri ft. G-Dragon et Taeyang)  | —                  | —                  | COR: 115,352+   | Let's Talk About Love                |
| 2014  | "Go Crazy" (M-Flo ft. Taeyang)                             | —                  | —                  |                 | Future Is Wow                        |
| 2014  | "Rich" (Epik High ft. Taeyang)                             | 7                  | —                  | COR: 311,651+   | Shoebox                              |
| 2015  | "Fear" (Song Minho ft. Taeyang)                            | 3                  | —                  | COR : 1,517,476 | Show Me The Money                    |
| 2015  | "Mapsosa" HwangTaeJi (Hwang Kwanghee, Taeyang et G-Dragon) | 2                  | —                  | COR : 1,302,380 | Infinity Challenge                   |

- "Fear" a atteint la 9e place du Billboard World Digital Songs.

### Autres chansons classées
| Année | Titre                   | Meilleure position | Meilleure position | Meilleure position | Ventes        | Album |
| Année | Titre                   | COR Gaon           | COR Billboard      | Billboard World    | Ventes        | Album |
| ----- | ----------------------- | ------------------ | ------------------ | ------------------ | ------------- | ----- |
| 2010  | "Just a Feeling"        | 50                 | —                  | —                  |               | Solar |
| 2010  | "You're My"             | 52                 | —                  | —                  |               | Solar |
| 2010  | "Superstar"             | 58                 | —                  | —                  |               | Solar |
| 2010  | "After You Fall Asleep" | 68                 | —                  | —                  |               | Solar |
| 2010  | "Move"                  | 80                 | —                  | —                  |               | Solar |
| 2010  | "Break Down"            | 86                 | —                  | —                  |               | Solar |
| 2010  | "Take it Slow"          | 91                 | —                  | —                  |               | Solar |
| 2014  | "Stay With Me"          | 7                  | 4                  | 4                  | COR : 389,779 | RISE  |
| 2014  | "1AM"                   | 11                 | 6                  | 10                 | COR : 372,923 | RISE  |
| 2014  | "This Aint İt"          | 19                 | 12                 | —                  | COR : 178,448 | RISE  |
| 2014  | "Body"                  | 20                 | 14                 | 22                 | COR : 177,810 | RISE  |
| 2014  | "Let Go"                | 21                 | 15                 | —                  | COR : 165,547 | RISE  |
| 2014  | "Love You To Death"     | 22                 | 16                 | 12                 | COR : 141,097 | RISE  |
| 2014  | "İntro"                 | 49                 | —                  | —                  | COR : 54,727  | RISE  |